# باشگاه فوتبال ووچ
باشگاه فوتبال ووچ (انگلیسی: ŁKS Łódź) یک باشگاه فوتبال مستقر در ووچ، لهستان است که در حال حاضر در لیگ دسته اول فوتبال لهستان، "دومین" رده لیگ فوتبال در این کشور، به رقابت می‌پردازد.

## تاریخچه

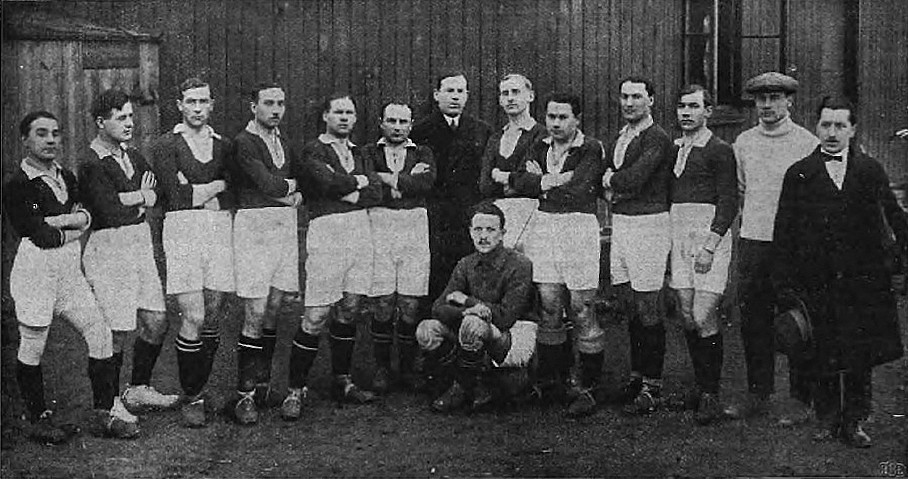
تیم ŁKS در سال ۱۹۲۵

این باشگاه در سال ۱۹۰۸ تأسیس شد. این باشگاه یکی از بنیان‌گذاران اکستراکلاسای لهستان، بالاترین سطح لیگ فوتبال لهستان، بود.
در دوران جنگ جهانی دوم، دو بازیکن پیش از جنگ ŁKS، آدام ابرابانسکی و آلوژی ولنیتس، در بین لهستانی‌هایی بودند که توسط روس‌ها در قتل‌عام گسترده کاتین در آوریل تا مه ۱۹۴۰ به قتل رسیدند.
ŁKS در دهه‌های ۱۹۵۰ و ۱۹۹۰ بیشترین موفقیت‌های خود را تجربه کرد و شش بار به جایگاه سکو رسید که شامل قهرمانی در لیگ اکستراکلاسا ۱۹۵۸ و لیگ اکستراکلاسا ۱۹۹۷–۹۸ بود. همچنین در سال ۱۹۵۷ جام لهستان را کسب کرد و در سال ۱۹۹۴ به فینال رسید.
در مارس ۲۰۱۰، دولت شهر تیم فوتبال را به یک سرمایه‌گذار خصوصی فروخت، زیرا شهر دیگر توانایی حمایت از تیم فوتبال را نداشت، به‌ویژه پس از چند فصل حضور در سطح بالای اکستراکلاسای لهستان، جایی که هزینه‌ها اغلب بیشتر از درآمد بلیت‌های استادیوم کوچک باشگاه بود.
در ماه مه ۲۰۱۳، در پایان فصل لیگ دسته دوم لیگ دسته اول لهستان ۲۰۱۲–۱۳، سرمایه‌گذار خصوصی اعلام ورشکستگی کرد. این باشگاه زمانی نجات یافت که همکاری میان هواداران و سرمایه‌گذاران محلی دیگر توانست منابع مالی لازم را برای حضور در سطح بسیار مقرون به صرفه‌تر آماتور لیگ پنجم لیگ چهارم لهستان در زمان فصل فصل ۲۰۱۳–۱۴ لیگ چهارم لهستان فراهم کند و در برابر دیگر تیم‌های منطقه‌ای گروه لوچ رقابت کند. این باشگاه بازسازی شده در سال ۲۰۱۹ به بالاترین سطح لیگ بازگشت.
در ۲۸ مه ۲۰۲۳، ŁKS پس از تساوی ۱–۱ مقابل آرکا گدینیا به لیگ اکستراکلاسای لهستان صعود کرد؛ این نتیجه همچنین قهرمانی ŁKS در لیگ دسته اول لهستان را تأیید کرد. با این حال، آن‌ها تنها پس از یک فصل حضور مجدد در بالاترین سطح، به دسته دوم سقوط کردند.